# Cerdistus lekesi
Cerdistus lekesi là một loài ruồi trong họ Asilidae. Cerdistus lekesi được Moucha & Hradský miêu tả năm 1963. Loài này phân bố ở vùng Cổ Bắc giới.